# BI-RADS
BI-RADS és un acrònim de Breast Imaging-Reporting and Data System, una eina d'assegurament de la qualitat dissenyada originalment per utilitzar-la amb mamografies. El sistema és un esforç col·laboratiu de molts grups sanitaris, però està publicat i registrat per l'American College of Radiology (ACR).
El sistema està dissenyat per estandarditzar els informes i és utilitzat pels professionals mèdics per comunicar el risc del pacient de desenvolupar càncer de mama.

## Categories d'avaluació
Les categories d'avaluació BI-RADS són:
- 0: Incomplet
- 1: Negatiu
- 2: Benigne
- 3: Probablement benigne
- 4: Sospitós
- 5: Altament suggestiu de malignitat
- 6: Biòpsia coneguda: malignitat demostrada